# Big Bank Hank
Henry Lee Jackson, né le 11 janvier 1956 dans le Bronx et mort le 11 novembre 2014 à Englewood (New Jersey), plus connu sous son nom de scène Big Bank Hank, est un rappeur vieille école américaine et manager. 
Également connu sous le nom d'Imp the Dimp, il était membre du trio The Sugarhill Gang, le premier groupe de hip-hop à avoir un succès avec le single croisé Rapper's Delight dans le top 40 américain de pop en 1979. Il a contribué à de nombreux documentaires basés sur l'industrie de la musique rap. Les paroles de son couplet de Rapper's Delight ont été plagiées à partir de rimes écrites par Grandmaster Caz. 

## Biographie
Hank est né sous le nom de Henry Lee Jackson le 11 janvier 1956. Il a grandi dans le Bronx, à New York, la ville de DJ Kool Herc et Coke La Rock, ainsi que d'autres artistes de rap. Il a remporté plusieurs championnats de lutte au Bronx Community College, où il a obtenu un diplôme Associate Degree en océanographie. Mais incapable d'atteindre un poste en océanographie, il a travaillé aux portes d'une boîte de nuit du Bronx appelée The Sparkle, où il est devenu le manager de Grandmaster Caz et de son groupe The Mighty Force MC's. 
En travaillant dans une pizzeria, Jackson a si bien fait son travail que lorsque le propriétaire de la boutique a étendu son entreprise à Englewood, dans le New Jersey, il a mis Jackson à la tête du magasin Crispy Crust. Alors qu'il dirigeait un groupe de hip-hop local, The Cold Crush Brothers, Jackson a été découvert par Sylvia Robinson. Elle essayait de trouver un numéro pour la nouvelle tendance hip-hop qu'elle avait découverte à travers son fils et elle avait entendu Jackson rapper certaines des rimes de Cold Crush Brothers. Lorsque Robinson lui a demandé de rejoindre le groupe qu'elle formait, Jackson est allé chez Grandmaster Caz des Cold Crush Brothers pour des rimes. Caz lui a volontiers donné son cahier, espérant finalement obtenir quelque chose en retour. Jackson, maintenant appelé Big Bank Hank, avait 24 ans au moment de la sortie de l'album éponyme du Sugarhill Gang.

### Mort
Résidant à Tenafly (New Jersey), Hank est décédé, d'un cancer, à l'âge de 58 ans à l'hôpital et centre médical d'Englewood le 11 novembre 2014.